# 聯合聖經公會
聯合聖經公會，（英語：United Bible Societies (UBS)），於1946年成立，是一個聯繫世界各地聖經公會的全球性組織。公會成員包括：
- 台灣聖經公會
- 香港聖經公會
- 新加坡聖經公會
- 美國聖經公會

當初成立的時候，只有13個國家的成員組成，現已發展成一個龐大的跨宗派國際組織，擁有153家聖經公會成員，在全球兩百多個國家和地區工作。至今聯合聖經公會成員肩負了全球80% 聖經分發的重任，而聯合聖經公會推動的「古中文聖經數字化」最終目的是把1950年代之前譯成的中文聖經（共34部）全部數位化，供公眾使用。
根據 2015年統計，全球已翻譯了563種語言的聖經，而其中超過70% 是在聯合聖經公會的支持下完成的。聯合聖經公會在世界上發行的各種語言聖經已達9億冊。 
2016年5月，聯合聖經公會於費城舉行了六年一次的世界大會，由美國聖經公會主辦。。

## 出版
- 《聖經和合本》 於1919年出版。
- 《呂振中譯本》 於1970年出版。
- 《現代中文譯本》 於1979年出版。
- 《新標點和合本》 於1988年出版。
- 《現代中文譯本修訂版》 於1997年出版。
- 《和合本修訂版》 於2010年出版。

## 翻譯顧問
尤垂然博士、洪放博士、黃錫木博士、施尤禮博士...等

## 外部連結
United Bible Societies （页面存档备份，存于）

## 資料來源
1. ↑  .   [2016-12-13]. （原始内容存档于2017-03-03）.
2. ↑  .   [2016-12-13]. （原始内容存档于2016-11-18）.
3. ↑  .   [2016-12-13]. （原始内容存档于2016-12-20）.
4. ↑  .   [2016-12-13]. （原始内容存档于2016-12-20）.
5. ↑  .   [2016-12-13]. （原始内容存档于2016-11-05）.
6. ↑  .   [2016-12-13]. （原始内容存档于2016-12-20）.
7. ↑  .   [2016-12-13]. （原始内容存档于2016-12-20）.